# Areumda-un na-ui sinbu
Areumda-un na-ui sinbu (아름다운 나의 신부?), noto anche con il titolo internazionale My Beautiful Bride, è un drama coreano del 2015.

## Trama
Kim Do-hyung è innamorato della fidanzata Yoon Joo-young, e le chiede di sposarlo. La ragazza inizialmente preferirebbe non accettare, pur ricambiando i sentimenti dell'uomo, a causa di alcuni segreti relativi al suo passato; quando infine decide di sposare Do-hyung, scompare tuttavia misteriosamente.